# Ipimorpha rufolineata
Ipimorpha rufolineata là một loài bướm đêm trong họ Noctuidae.